# Отеро
Отеро (ісп. Otero) — муніципалітет в Іспанії, у складі автономної спільноти Кастилія-Ла-Манча, у провінції Толедо. Населення — 364 особи (2010).
Муніципалітет розташований на відстані близько 85 км на південний захід від Мадрида, 44 км на захід від Толедо.
На території муніципалітету розташовані такі населені пункти: (дані про населення за 2010 рік)
- Отеро: 285 осіб
- Ла-Енсінілья: 13 осіб
- Ла-Мескуа: 0 осіб
- Лос-Вільярроелес: 66 осіб

## Демографія
Динаміка населення (INE ):

## Галерея зображень

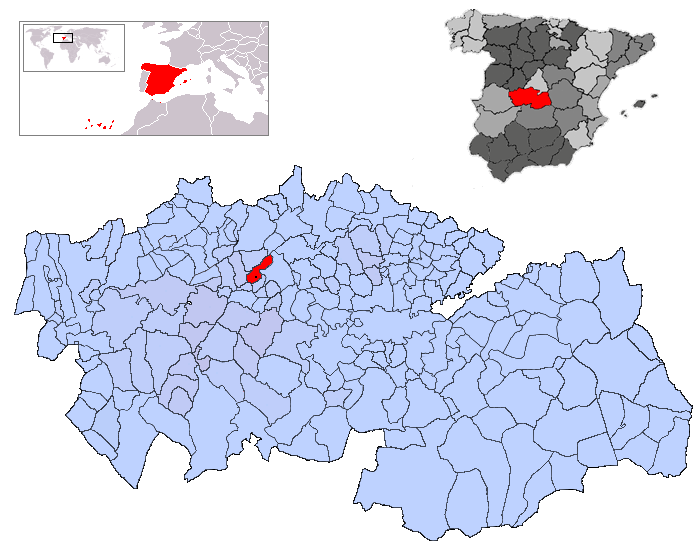
Розташування муніципалітету у провінції Толедо